# Трегубов, Николай Николаевич
Николай Николаевич Трегубов (8 июля 1835 — ?) — генерал от артиллерии Российской императорской армии. Участник Крымской войны. С 1904 по 1906 годы был членом Александровского комитета о раненых.

## Биография
Николай Николаевич Трегубов родился 8 июля 1835 года. По вероисповеданию был православным. Получил домашнее образование.
28 марта 1852 года вступил на службу в Российскую императорскую армию. 25 ноября 1854 года получил старшинство в чине прапорщика 12-й артиллерийской бригады. Принимал участие в Крымской войне. 29 сентября 1856 года получил старшинство в чине подпоручика, 15 августа 1859 года получил старшинство в чине поручика, 2 ноября 1862 года получил старшинство в чине штабс-капитана. 30 ноября 1862 года был назначен помощником контролера Комиссариатского департамента. С 6 августа 1864 года был чиновником для особых поручений Главного интендантского управления. В 1865 году «за отличие» был произведён в капитана, со старшинством с 4 апреля 1865 года. С 26 апреля 1867 года занимал должность бухгалтера Главного интендантского управления. 31 марта 1868 года получил старшинство в чине майора. В 1871 году «за отличие» был произведён в подполковники, со старшинством с 28 марта того же года. С 12 июня 1879 года был столоначальником. С 16 августа того же года был чиновником для особых поручений VI класса. С 21 мая 1887 года по 16 января 1897 года был помощником интенданта Петербургского военного округа, с 16 января 1897 года по 6 сентября 1904 года был интендантом того же военного округа. В 1888 году «за отличие» был произведён в генерал-майоры, со старшинством с 30 августа 1888 года. В 1896 году «за отличие» был произведён в генерал-лейтенанты, со старшинством с 14 мая 1896 года. С 6 сентября 1904 года по 3 января 1906 года был членом Александровского комитета о раненых. 30 января 1906 года Трегубов был уволен от службы с производством в генералы от артиллерии. 2 декабря 1909 года был внось принят на службу, получил старшинство в чине генерала от артиллерии и был назначен почетным опекуном Санкт-Петербургского присутствия Опекунского совета учреждений Императрицы Марии, в этой должности он находился до 1917 года.
Николай Николаевич состоял в браке, и имел шестерых детей. Его сыновья Сергей и Всеволод — стали офицерами.

## Награды
Николай Николаевич Трегубов был пожалован следующими наградами:
- Орден Святого Александра Невского (25 марта 1912); бриллиантовые знаки к ордену (15 мая 1915);
- Орден Белого орла (25 ноября 1904);
- Орден Святого Владимира 2-й степени (6 декабря 1902);
- Орден Святого Владимира 3-й степени (1891);
- Орден Святого Владимира 4-й степени (1879);
- Орден Святой Анны 1-й степени (1899);
- Орден Святой Анны 2-й степени (1878);
- Орден Святого Станислава 1-й степени (1894);
- Орден Святого Станислава 2-й степени (1876);
- Знак отличия за 50 лет беспорочной службы (1911).